# Championnats du monde d'escalade 2018
Navigation
Édition précédente Édition suivante

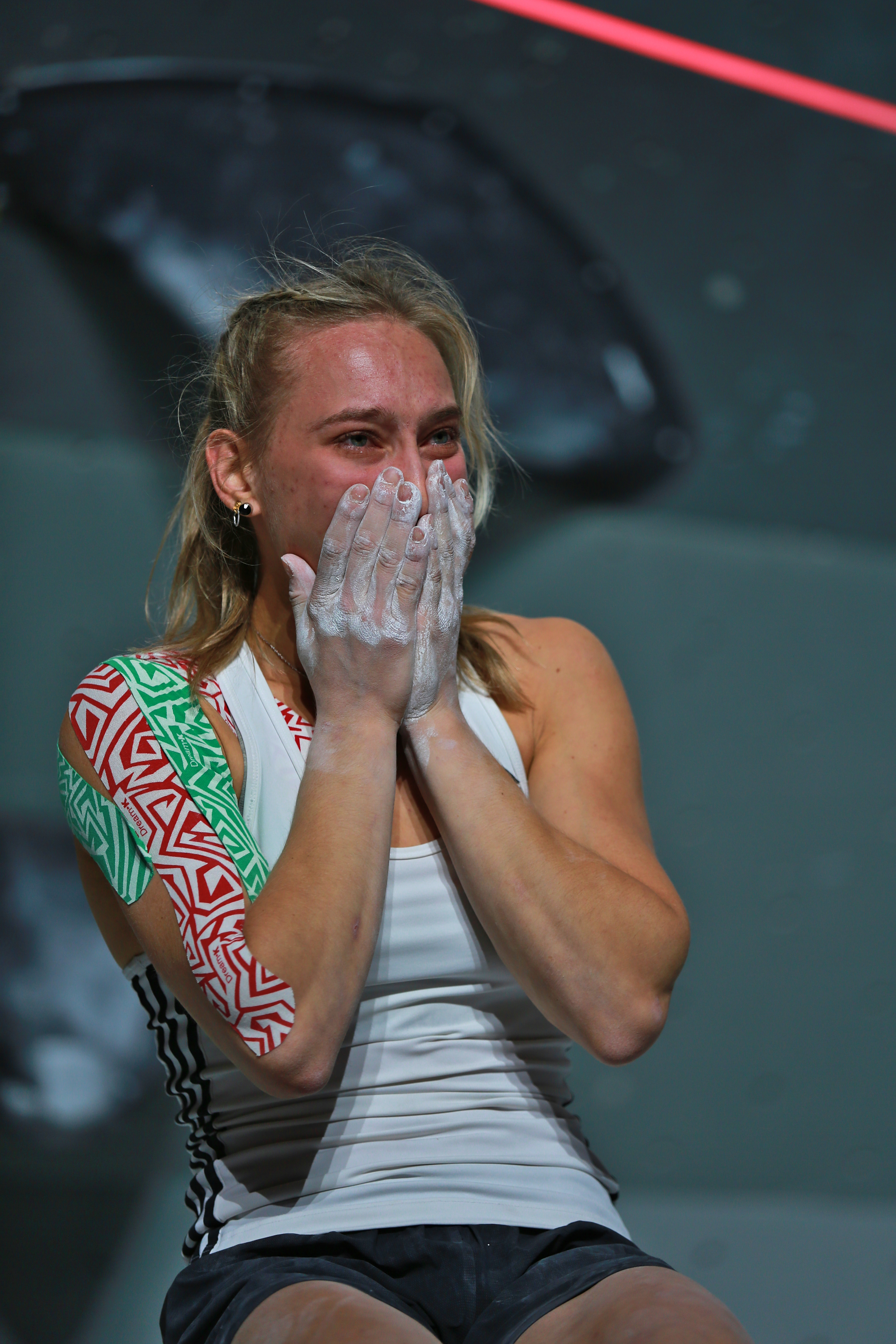
Janja Garnbret aux championnats du monde d'escalade de 2018.

Les Championnats du monde d'escalade de 2018 se tiennent à Innsbruck, en Autriche du 6 au 16 septembre 2018.

## Désignation de la ville hôte
Après la présentation de son solide dossier de candidature, la ville d'Innsbruck est choisie par la Fédération internationale d'escalade (IFSC) pour accueillir les 15e Championnats du monde d'escalade, lors de son assemblée générale du 1er mars 2014.

## Programme
Comme en 2016 à Paris, les championnats du monde de handi-escalade se déroulent sur le même lieu et les mêmes jours que les épreuves des athlètes valides.

## Podiums

### Bloc
| Catégorie | Or             | Argent        | Bronze         |
| --------- | -------------- | ------------- | -------------- |
| Femmes    | Janja Garnbret | Akiyo Noguchi | Staša Gejo     |
| Hommes    | Kai Harada     | Jongwon Chon  | Gregor Vezonik |

### Difficulté
| Catégorie | Or                 | Argent         | Bronze          |
| --------- | ------------------ | -------------- | --------------- |
| Femmes    | Jessica Pilz       | Janja Garnbret | Jain Kim        |
| Hommes    | Jakob Schubert (2) | Adam Ondra     | Alexander Megos |

### Vitesse
| Catégorie | Or                        | Argent      | Bronze            |
| --------- | ------------------------- | ----------- | ----------------- |
| Femmes    | Aleksandra Rudzinska      | Anna Brożek | Mariia Krasavina  |
| Hommes    | Reza Alipourshenazandifar | Bassa Mawem | Stanislav Kokorin |

### Combiné format olympique
| Catégorie | Or             | Argent     | Bronze       |
| --------- | -------------- | ---------- | ------------ |
| Femmes    | Janja Garnbret | Sol Sa     | Jessica Pilz |
| Hommes    | Jakob Schubert | Adam Ondra | Jan Hojer    |

### Handi-escalade
| Catégorie                                    | Or                  | Argent                   | Bronze                          |
| -------------------------------------------- | ------------------- | ------------------------ | ------------------------------- |
| Déficient visuel B1 hommes                   | Koichiro Kobayashi  | Matteo Stefani           | Francisco Javier Aguilar Amoedo |
| Déficient visuel B2 hommes                   | Justin Salas        | Raul Simon Franco        | Fumiya Hamanoue                 |
| Déficient visuel B2 femmes                   | Abigail Robinson    | Whiteny Pesek            | Tanja Glušič                    |
| Amputation d’un membre inférieur AL-2 hommes | Thierry Delarue     | Urko Carmona Barandiaran | Albert Guardia Ferrer           |
| Amputation d’un membre inférieur AL-2 femmes | Lucie Jarrige       | Kate Sawford             | Emily Stephenson                |
| Amputation d’un membre supérieur AU-2 hommes | Matthew Phillips    | Trevor Smith             | Maksim Maiorov                  |
| Amputation d’un membre supérieur AU-2 femmes | Solenne Piret       | Melinda Vigh             | Maureen Beck                    |
| Mobilité réduite RP1 hommes                  | Alessio Cornamusini | Korbinian Franck         | Nils Helsper                    |
| Mobilité réduite RP2 hommes                  | Behnam Khalaji      | Nive Porat               | Manikandan Kumar                |
| Mobilité réduite RP3 hommes                  | Romain Pagnoux      | Michael Cleverdon        | Gregor Selak                    |
| Mobilité réduite RP2 femmes                  | Hannah Baldwin      | Marlène Prat             | Anita Aggarwal                  |
| Mobilité réduite RP3 femmes                  | Aika Yoshida        | Momoko Yoshida           | Elodie Orbaen                   |